# Vanessa Chinitor
Vanessa Chinitor (født 13. oktober 1976) er en belgisk sangerinde, som repræsenterede Belgien ved Eurovision Song Contest 1999, med sangen "Like the wind".